# 浜塚製菓
浜塚製菓株式会社（はまつかせいか）は、北海道江別市にあるかりんとうの製造、販売会社。

## 沿革
- 1951年 - 創業

## 主な商品
- 北国の牛乳かりんとう - 北海道産の牛乳を使って練り上げている。
- 江別小麦かりんとう - 北海道江別産の小麦「はるゆたか」を使用している。
- うずまきかりんとう - 生協限定バージョンもある。
- 三角ラッカー - 生協限定バージョンもある。